# Leopoldo de Austria (obispo de Córdoba)
Leopoldo de Austria (¿Gante?, ca. 1515 – Villanueva de la Serena, 27 de septiembre de 1557) fue hijo ilegítimo de Maximiliano I de Habsburgo y Margareta Von Rottal, mediohermano del rey Felipe I el Hermoso y hermano del obispo Jorge de Austria. Dotado de una sólida formación humanista, fue destinado a la carrera eclesiástica y enviado a España, donde reinaba su sobrino el emperador Carlos I de España. Ocupó los cargos de rector de la Universidad de Salamanca, así como obispo de Córdoba.

## Biografía

### Universidad de Salamanca
Ocupó el cargo de rector de la Universidad de Salamanca en el curso 1536-37. Desde ese puesto mantuvo enfrentamientos con el canciller Juan de Quiñones. Bien por estas desavenencias, o bien por su incapacidad para el gobierno de la universidad, se hizo necesario el nombramiento de un consejero para su asesoramiento. Una de las iniciativas de Leopoldo como rector fue el frustrado intento de recuperar a Clenardus para una cátedra trilingüe (latín, griego y árabe).
El conflicto se resolvió con la elevación de Leopoldo a la condición de obispo de Córdoba, que ocupó entre 1541 y 1557.

### Obispo de Córdoba
Durante su obispado en Córdoba tuvo enfrentamientos con el Cabildo y en especial con el deán Juan Fernández de Córdoba. Consiguió instaurar una facción leal a él en el seno episcopal, aunque más tarde necesitó de la intervención de su sobrino el emperador Carlos V en 1545. Un año más tarde, prestó al monarca 5.000 ducados para la Guerra de Esmalcalda contra la Liga protestante homónima. Debido a que el préstamo nunca fue devuelto, Leopoldo no respondió a la solicitud en 1552 de 15.000 para las guerras alemanas. Su asistencia estaba confirmada durante el Concilio de Trento, aunque, tras enfermar, decidió regresar a España.
Su residencia en Córdoba era un palacete conocido como Alameda del Obispo, que posteriormente ha sido utilizado por todos los que han ostentado este cargo. Promovió numerosas obras eclesiásticas en diversas iglesias cordobesas como en la iglesia de San Pedro, la iglesia de San Lorenzo, la iglesia de Santa Marina, la iglesia de San Nicolás de la Ajerquía, la iglesia de Santo Domingo de Silos, así como en el Palacio episcopal y en el crucero de la Mezquita-catedral.

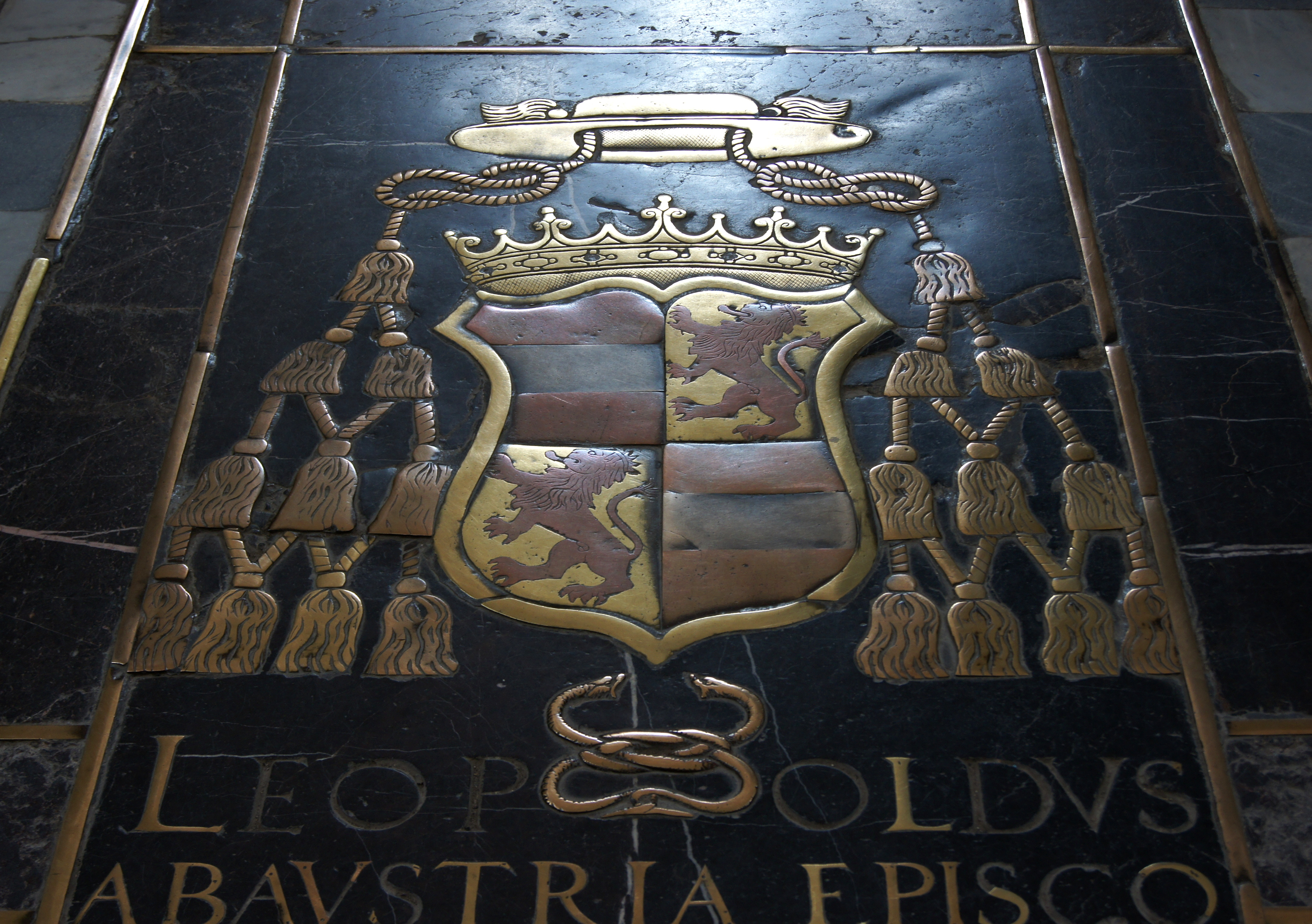
Lápida sepulcral en el crucero
de la Mezquita-catedral de Córdoba

En 1557 visitó a su sobrino Carlos en el monasterio de Yuste donde estaba retirado y algunas crónicas hablan de que pudo contraer paludismo durante su viaje. Falleció en su viaje de regreso en Villanueva de la Serena el 28 de septiembre de ese año, y su cuerpo fue trasladado y sepultado en enero de 1558 en el centro del crucero de la Mezquita-catedral, cuyas obras promocionó y financió.

## Descendencia
Tuvo un hijo ilegítimo, Maximiliano de Austria (1555-1614), fruto de su romance con Catalina Aspert, que ocupó las sedes episcopales de Cádiz, de Segovia y de Santiago. Para salvaguardar el futuro de su vástago, Leopoldo compró la villa de Fuente Obejuna, cuyo primer pago fue de 100.000 ducados, que le dejó en testamento.
| Predecesor: Francisco de Chaves de Sotomayor | Rector de la Universidad de Salamanca 1536-37 | Sucesor: Diego de Córdoba          |
| Predecesor: Pedro Manrique de Lara           | Obispo de Córdoba 1541 – 1557                 | Sucesor: Diego de Álava y Esquivel |